# Вали Сентер (Калифорнија)
Вали Сентер (енгл. Valley Center) насељено је место без административног статуса у америчкој савезној држави Калифорнија.

## Демографија
По попису из 2010. године број становника је 9.277, што је 1.954 (26,7%) становника више него 2000. године.
| Група             | 2000.         | 2010.         |
| Белци             | 5.664 (77,3%) | 5.933 (64,0%) |
| Афроамериканци    | 38 (0,5%)     | 84 (0,9%)     |
| Азијати           | 99 (1,4%)     | 295 (3,2%)    |
| Хиспаноамериканци | 1.206 (16,5%) | 2.581 (27,8%) |
| Укупно            | 7.323         | 9.277         |